# Rolf Rheborg
Rolf Sigurdsson Rheborg, född 7 mars 1922 i Nya Varvets församling i Göteborgs och Bohus län, död 8 augusti 1983 i London, var en svensk militär.

## Biografi
Rheborg avlade studentexamen vid Karlskrona högre allmänna läroverk 1940. Han avlade sjöofficersexamen vid Sjökrigsskolan 1943 och utnämndes samma år till fänrik i flottan. Han befordrades till löjtnant 1945, var kadettofficer vid Sjökrigsskolan 1945–1946, tjänstgjorde vid Marinstaben 1947–1948 och 1950 samt gick Stabskursen vid Sjökrigshögskolan 1951–1952. Han befordrades till kapten 1952 och tjänstgjorde vid Planeringsavdelningen i Marinstaben 1953–1955, varefter han var lärare i taktik vid Sjökrigshögskolan 1955–1956, var flaggadjutant vid chefens för Kustflottans stab  tillika repetitör vid Sjökrigshögskolan 1956–1958 och tjänstgjorde i Ubåtstjänstavdelningen vid Marinstaben 1958–1960.
År 1960 befordrades Rheborg till kommendörkapten av andra graden, varefter han var lärare i sjötaktik vid Sjökrigshögskolan 1960–1961, var lärare i taktik och stabstjänst vid Militärhögskolan 1961–1964, befordrades till kommendörkapten av första graden 1963, var chef för 1. ubåtsflottiljen 1964–1965, var chef för Vapentjänstavdelningen i Sektion 3 i Marinstaben 1965–1966 och var chef för Planeringsavdelningen vid Marinstaben 1966–1969. År 1969 befordrades han till kommendör, varpå han var chef för Sjökrigsskolan 1969–1971 och chef för Sektion 3 i Marinstaben 1971–1973. Rheborg befordrades till konteramiral 1973 och var stabschef vid staben i Södra militärområdet 1973–1978 samt från 1979 till sin död marinattaché vid ambassaden i London tillika armé-, marin- och flygattaché vid Haag.
Rheborg invaldes 1961 som ledamot av Kungliga Örlogsmannasällskapet och upphöjdes 1973 till hedersledamot. Han invaldes 1969 som ledamot av Kungliga Krigsvetenskapsakademien.
Rolf Rheborg var son till Sigurd Rheborg, kommendörkapten av första graden i Marinintendenturkåren, och Stina Weijdling. Han var från 1943 gift med Ingegerd Klinga. De fick barnen Hans, Agneta och Anne.

### Utmärkelser
- Riddare av första klassen av Svärdsorden, 1961.[12]
- Kommendör av Svärdsorden, 1972.[13]